# Средец (Старозагорская область)
Средец (болг. Средец) — село в Болгарии. Находится в Старозагорской области, входит в общину Опан. Население составляет 278 человек.

## Политическая ситуация
В местном кметстве Средец, в состав которого входит Средец, должность кмета (старосты) исполняет Гергана Куманова Георгиева (Болгарская социалистическая партия (БСП)) по результатам выборов правления кметства.
Кмет (мэр) общины Опан — Минчо Динев Чавдаров (Болгарская социалистическая партия (БСП)) по результатам выборов в правление общины.